# Contigo Perú
«Contigo Perú» es una canción compuesta por Augusto Polo Campos, en ritmo de vals peruano, escrito en 1977. Es considerado el himno futbolístico del Perú.

## Historia
Según Polo Campos, la composición fue encargada por el presidente peruano Francisco Morales Bermúdez, jefe del Gobierno Revolucionario de la Fuerza Armada, quien realizó el pedido a través del general Augusto Vinatea. El propósito era crear un vals peruano que alentase a la selección de fútbol en las eliminatorias para el campeonato mundial de Argentina en 1978.
El plazo para que Polo Campos escribiera la letra era de 15 días, y por el encargo recibiría 15 mil dólares estadounidenses. Según contó en una entrevista en el programa Sucedió en el Perú, compuso la letra en 15 minutos mientras se encontraba en el café Haití de Lima.
La primera vez que se interpretó el tema fue en el Estadio Nacional ante 43 mil espectadores. Los encargados fueron el compositor Polo Campos junto a Arturo ‘Zambo’ Cavero y Óscar Avilés, quienes salieron al campo tras la victoria peruana por 2-0 frente a la selección chilena.